# Kankakee megye
Kankakee megye az Amerikai Egyesült Államokban, azon belül Illinois államban található. Megyeszékhelye és legnagyobb városa Kankakee. Lakosainak száma 107 502 fő (2020. április 1.). Kankakee megye Will, Ford, Iroquois, Lake, Newton, Livingston és Grundy megyékkel határos.

## Népesség
A megye népességének változása:
| Lakosok száma | 113 462 | 113 418 | 112 847 | 112 120 | 110 879 | 107 502 |
|               | 2010    | 2011    | 2012    | 2013    | 2015    | 2020    |